# Lista de senhores de Melo

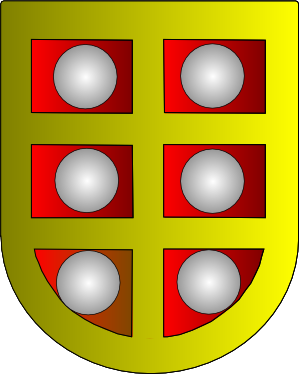
Brasão da família Melo, Condes de Olivença

Este anexo é composto por uma lista de Senhores de Melo.
- Mem Soares de Melo, 1.º senhor de Melo (c. 1200–1262)
- Afonso Mendes de Melo, 2.º senhor de Melo (c. 1240–1280)
- Rui Vasques de Melo, 3.º senhor de Melo (c. 1270–?)
- Martim Afonso de Melo, 4.º senhor de Melo (c. 1270–?)
- Martim Afonso de Melo, 5.º senhor de Melo (c. 1320–?)
- Estevão Soares de Melo, 6.º senhor de Melo (c. 1350–?)
- Martim Afonso de Melo, 7.º senhor de Melo (c. 1412 – c. 1483)[1][2]
- Estevão Soares de Melo, 8.º senhor de Melo (c. 1440–?)[2]
- Luís Francisco Soares de Melo da Silva Breyner Sousa Tavares e Moura, 1.º conde de Melo (1801–?)[3]